# Автошлях Т 2314
| Маршрут: Т 2314          | Маршрут: Т 2314 |
| ------------------------ | --------------- |
| Хмельницький район       |                 |
| Теофіполь                | Р48Т 2012Т 2325 |
| Коров'є                  | 2,2 км          |
| Троянівка Лідихівка      | 5,8 км          |
| Строки                   | 8,1 км          |
| Заруддя                  | 9,2 км          |
| Олійники                 | 12,6 км         |
| Волиця-Польова           | 14,3 км         |
| Корчівка                 | 18,4 км         |
| Севрюки                  | 21,0 км         |
| Решнівка                 | 21,8 км         |
| Гриценки Маленки         | 26,0 км         |
| Т 1804 (Антоніни → 3 км) | 33,3 км         |
| Грицики                  | 36,3 км         |
| Печеське                 | 37,5 км         |
| Пилипи                   | 42,5 км         |
| Чернелівка               | 45,8 км Т 2302  |
| Чепелівка                | 51,0 км         |
| Красилів                 | 58,3 км         |
| Радісне                  | 64,2 км         |
| Сушки                    | 69,5 км Н03     |

Автошля́х Т 2314 (старе позначення: Р-110) — територіальний автомобільний шлях в Україні, за маршрутом Теофіполь — Красилів — Сушки. Проходить територією Хмельницького району Хмельницької області.
Починається в смт Теофіполі з автошляху Р48, проходить через населені пункти Хмельницького району та закінчується у селі Сушках на автошляху Н03.
Основна (проїжджа) частина дороги має ширину 6—8 м, загальна ширина 8—12 м. Покриття — асфальт.
Загальна довжина — 63,7 км.